# Zoom (película)
Zoom (titulada Zoom y los superhéroes en Hispanoamérica y Pequeños grandes héroes en España) es una película estadounidense de comedia de 2006, basada en la novela Niños Hoy, Héroes Para Siempre (Zoom's Academy), de Jason Lethcoe. Fue dirigida por Peter Hewitt y protagonizada por Tim Allen, en el rol del Capitán Zoom, un superhéroe que ha perdido sus poderes, y Courteney Cox como Marsha Holloway.

## Argumento
Cuenta la historia de cuatro chicos (Tucker, Summer, Cindy y Dylan) que, por contar con poderes extraordinarios, son inadaptados. Han sido elegidos de entre un grupo de chicos con habilidades, pero el cuarteto de chicos ven sus dones como una maldición más que una bendición. Están siendo preparados para una misión especial, enfrentar a un poderoso enemigo, llamado Concussion y así salvar el planeta. Pero ellos no quieren rescatar al mundo de la destrucción. Sólo quieren ser niños. La única persona que puede entrenarlos para esta misión imposible es otro héroe reacio, Jack Shepard, una vez conocido como Capitán Zoom, que todos pensaba que había perdido su velocidad pero solo quería un motivo para usarla.

## Personajes
- Tim Allen como Jack Shepard/Capitán Zoom, una vez fue un miembro de un equipo de superhéroes conocido como Equipo Zenith. Después de un experimento fallido con radiación gamma hacía su hermano el cual se volvió malvado y el equipo Zenith original se disolvió. Primero es un hombre amargado cuando comienza la formación de los niños, pero después él tiene un cambio y comienza a cuidar de ellos.
- Chevy Chase como el Dr. Grant, un científico del Área 52 que molesta constantemente a los niños con su actitud seria. Él es el inventor del Gamma-13.
- Rip Torn como el General Larraby.
- Courtney Cox como Marsha Holloway, una científica torpe que trabaja en el Área 52. También es un gran fan de Zoom y las aventuras de sus cómics. Ella era una niña extraña y los cómics de Zoom la acompañaron por toda su infancia, en el clímax se descubre que ella tiene un "supersoplido".
- Kevin Zegers como Connor Shepard/Concussion, el hermano mayor de Zoom que se volvió malvado por culpa del Gamma-13.
- Kate Mara como Summer Jones/Wonder, una adolescente que es constantemente molestada por las porristas de su escuela y es el interés amoroso de Dylan. Ella tiene el poder de la telekinesis y la empatía, tiene 16 años. Sus padres la dejaron porque no podían manejar sus poderes.
- Ryan Newman como Cindy Collins/Princesa, es la más joven del grupo. Rara vez es tomada en serio. Tiene el poder de una fuerza sobrehumana. Tiene 6 años. Por lo general se viste de diferentes trajes como una princesa.
- Michael Cassidy como Dylan West/Houdini, el más grande del grupo y el interés del amor de Summer. Él tiene el poder de la invisibilidad y conforme avanza la película se descubre que también tiene clarividencia. Tiene 17 años. Suele escaparse de las actividades y cuando esto ocurre, es generalmente un "código Dylan".
- Spencer Breslin como Tucker Williams/Mega Boy, un niño con sobrepeso que es constantemente molestado por su apariencia. Tiene el poder de la elasticidad y el crecimiento.  Tiene 12 años. En la película se demuestra que le gusta la comida.
- Alexis Bledel como Ace (sin acreditar), un miembro del equipo Zenith original y la novia de Zoom. Ella poseía el poder de volar.
- Devon Aoki como Daravia, un miembro del equipo Zenith originales. Daravia era experto en acrobacias.
- Wilmer Valderrama como Tirador, él era un tirador experto, de ahí el nombre.

## Doblaje en Hispanoamérica
- José Luis Orozco como Capitán Zoom/Jack Shepard.
- Sarah Souza como Marsha Holloway.
- Alejandro Orozco como Tucker/MegaBoy.
- Cristina Hernández como Summer Jones/Wonder.
- Monserrat Mendoza como Cindy Collins/Princesa.
- Enzo Fortuny como Dylan West/Houdini.
- Jorge Roig como Dr. Grant

## Recepción
La película fue abiertamente rechazada por los críticos. Zoom recibió un 3% de reseñas positivas de 58 en Rotten Tomatoes.